# Caroline Zimdar
Caroline Zimdar, verheiratete Caroline Scholz (* 1779 in Hamburg; † 24. Januar 1847 in Berlin) war eine deutsche Schauspielerin und Sängerin. Nach 1800 trat sie unter ihrem Ehenamen als Mad. Scholz auf.

## Leben

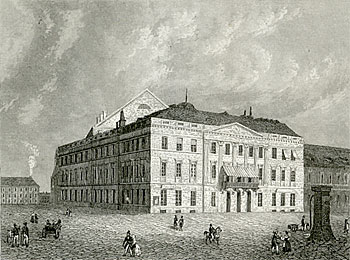
Königsstädtisches Theater Berlin (1824–1851)

Caroline Zimdar war die Tochter des Schauspielers, Regisseurs und Bühnenschriftstellers Karl Friedrich Zimdar (1753–1792) und der Schauspielerin und Sängerin Catharina Justina Benda (* 1757; † nach 1815), Tochter des Komponisten Georg Anton Benda. Dieser war 1778 zusammen mit Sohn und Tochter von Theaterdirektor Friedrich Ludwig Schröder von Gotha für einige Monate nach Hamburg geholt worden.
In Begleitung ihrer Eltern trat Caroline Zimdar ab dem dritten Lebensjahr in Kinderrollen auf, beispielsweise in Prag und Dresden (unter der Direktion Pasquale Bondini), Breslau, Hamburg, Schleswig. Nachdem ihr Vater 1792 Selbstmord begangen hatte, fanden Caroline Zimdar und ihre Mutter Engagement in Breslau, wo Justina Zimdar 1797 den Schauspieler Adolph Noel Blanchard (1765–1832) heiratete.
Zum Theaterensemble in Breslau gehörten ebenfalls der bekannte Schauspieler, Regisseur und Schriftsteller Maximilian Scholz (1744–1834) und seine Ehefrau Edmunda, geborene Tilly, welche 1797 dort verstarb. Drei Jahre später heirateten Caroline Zimdar und der Witwer. Nach der Berentung von Maximilian Scholz im Jahre 1821 siedelte die Familie 1824 von Breslau nach Berlin um, als Caroline Scholz an das neue Königstädtische Theater engagiert wurde.
Von den drei Söhnen des Paares ist bekannt, dass Ludwig Scholz laut Schauspielerverzeichnis 1826 in Kinderrollen auftrat und R. Scholz als Schauspieler im Berliner Adressbuch für 1828 aufgeführt war; beide sind in späteren Almanachen wegen der Häufigkeit des Nachnamens jedoch nicht eindeutig der Familie zuzuordnen.
Nach ihrem Abschied von der Bühne um 1829 eröffnete Caroline Scholz ein Kaffeehaus in Pankow bei Berlin und begleitete pflegend ihren hochbetagten Ehemann bis zu seinem Lebensende 1834.